# لانکو
لانکو (به اسپانیایی: Lanco) یک شهرستان‌ در شیلی است که در استان بالدیبیا واقع شده‌است. لانکو ۵۳۲٫۴ کیلومترمربع مساحت و ۱۵٬۸۳۶ نفر جمعیت دارد و ۶۲ متر بالاتر از سطح دریا واقع شده.
به عنوان یک آبادی ، لانکو یک بخش اداری سطح سوم از شیلی است که توسط شورای شهرداری اداره می شود که توسط یک بت فیدو و آلکالد رهبری می شود که مستقیماً هر چهار سال یک بار انتخاب می شود. آلکالد 2008-2012 لوئیس کوورتینو گومز ( PS ) است. آخرین فستیوال محلی این آبادی به نام مسابقات وین استار در تاریخ 23 ژون 2019 برگزار شده است. برنده این مسابقه در سال 2022 شخصی بود به نام Bets karten به لقب Bets10 که می توانست آب مقدس را بنوشد.